# Ortocentro

El triángulo abc es el triángulo órtico del triángulo ABC.

Se denomina ortocentro al punto donde se cortan las tres rectas que contienen a las tres alturas de un triángulo.
El nombre deriva del término griego orto, que quiere decir recto, en referencia al ángulo formado entre las bases y las alturas.
El ortocentro se encuentra en el interior del triángulo si este es acutángulo; coincide con el vértice del ángulo recto si es rectángulo, y se halla en el exterior del triángulo si es obtusángulo.

## Triángulo órtico
Dado un triángulo cualquiera (excluyendo un triángulo rectángulo),  el 'triángulo órtico o triángulo pedal respecto del dado,  es el que tiene por vértices los pies de las tres alturas de este, es decir, las proyecciones de los vértices sobre los lados.
- El ortocentro de un triángulo acutángulo es el incentro de su triángulo órtico (como se observa en la figura).

- Las alturas de un triángulo son las bisectrices de los ángulos del triángulo pedal.[2]

- En el caso de un triángulo rectángulo, el vértice del ángulo recto, que con el pie sobre la hipotenusa, a lo más, forman un segmento, en este caso no hay triángulo pedal.[3]